# Billingstad
Billingstad est une localité du comté d'Akershus, en Norvège. Elle est proche de la frontière entre Bærum et Vestmarka et se trouve à 18 km à l'ouest d'Oslo. Elle compte 2 349 habitants (2006).